# Животворящ източник (Капатово)
„Пресвета Богородица Животворящ източник“ или „Живоприемен източник“ е възрожденска църква в петричкото село Капатово, България, част от Неврокопската епархия на Българската православна църква. Обявена е за паметник на културата.

## История
Църквата е построена в 1887 година. В Историческия музей в Петрич се съхранява султанският ферман на Абдул Хамид II, разрешаващ строителството на църквата.

## Архитектура
- Лептата на бедната вдовица
- Богатият и бедният Лазар

В архитектурно отношение църквата е трикорабна псевдобазилика с една апсида. Стенописната украса на храма е от 1888 година и е дело на братя Марко Минов и Теофил Минов. Техни са и апликираните тавани, владишкият трон, проскинитарият и амвонът. Иконостасът е изписан и частично резбован. На цокълните пана има осем сцени от Шестоднева. Иконостасните икони са 58 и са от средата на XIX век.
Камбанарията е в предната част на храма. От запад има открита галерия. Подът е покрит с плочи, като върху централната мраморна плоча с двуглавия орел е отбелязана годината 1898, когато вероятно е изработена настилката.